# Clara Nistad

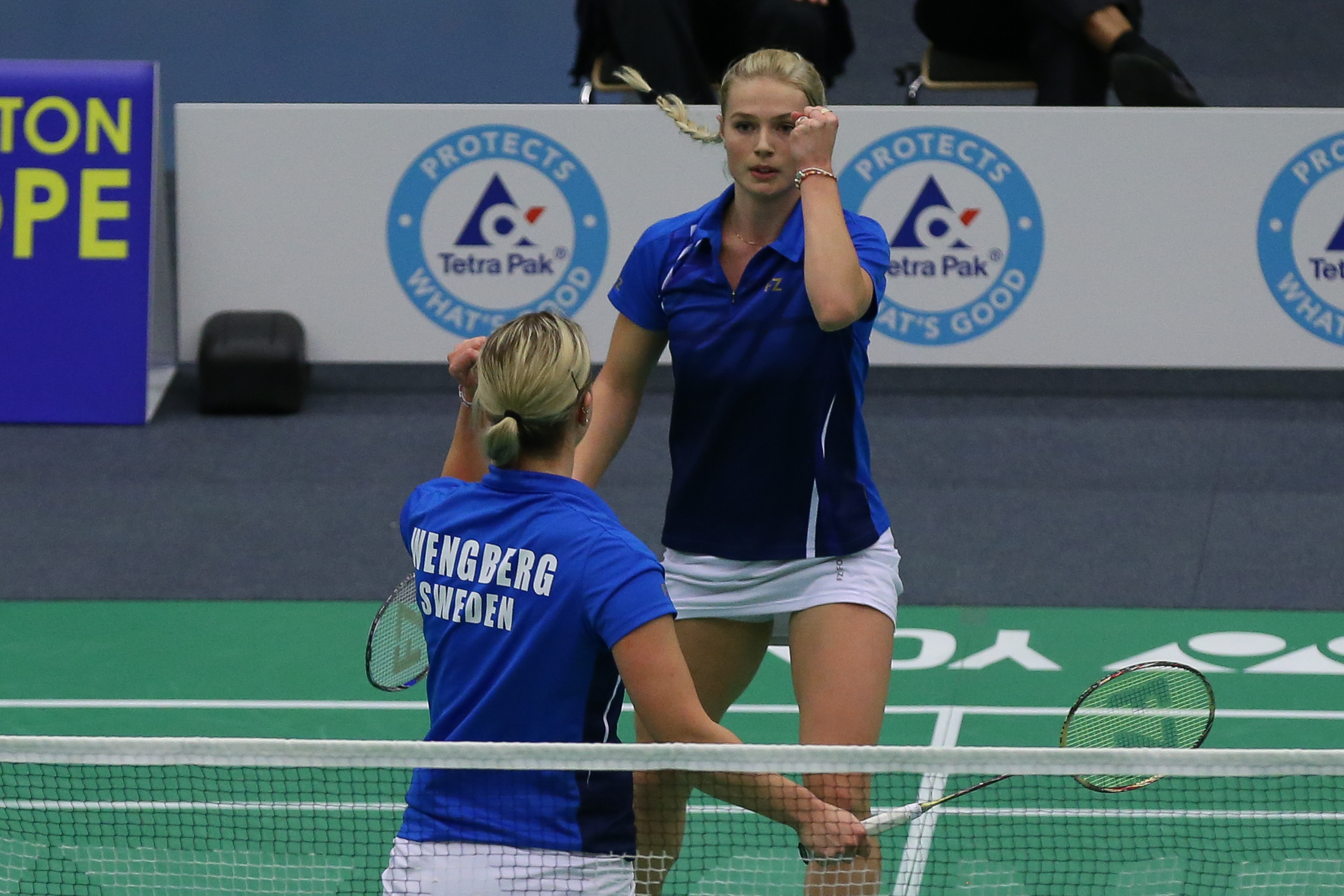
Emma Wengberg und Clara Nistad bei den Swedish Masters 2017 in Lund

Clara Nistad (* 8. Februar 1996 in Stockholm) ist eine schwedische Badmintonspielerin.

## Karriere
Nistad begann mit sieben Jahren bei einem Sportverein in Stockholm Badminton zu spielen und wurde fünf Jahre später in den Juniorenkader der schwedischen Nationalmannschaft aufgenommen. 2015 konnte die Schwedin, die 16 Mal die nationalen Nachwuchsmeisterschaften gewonnen hat, an der Seite von Moa Sjöö erstmals die Schwedische Meisterschaft gewinnen und wurde im Mixed Dritte. Außerdem siegte Nistad mit ihrer neuen Doppelpartnerin Emma Wengberg auch bei zwei internationalen Wettbewerben der Badminton World Federation, den Polish International und den Finnish International. Im folgenden Jahr verteidigte sie ihren Titel im Damendoppel bei der nationalen Meisterschaft. In ihrem Heimatland triumphierte Nistad 2017 mit Wengberg bei den Swedish Masters 2017 und stand bei der Schwedischen Meisterschaft zwei Mal auf dem Podium. 2018 konnte sie mit Richard Eidestedt die nationale Meisterschaft im Gemischten Doppel und mit Amanda Högström die Kharkiv International  gewinnen. Im nächsten Jahr erspielte Nistad neben fünf Podiumsplatzierungen bei internationalen Turnieren einen Sieg mit der Dänin Julie Finne-Ipsen bei den Portugal International und gewann 2020 bei den Swedish Open Bronze. Im Folgejahr wurde sie bei den Dutch Open an der Seite von Johanna Magnusson Erste, kam bei den Polish Open und den Polish International unter die besten drei und konnte mit ihr auch die Schwedische Meisterschaft 2021 im Damendoppel gewinnen. 2022 zog Nistad bei den Swedish Open und den Norwegian International ins Endspiel ein, während sie ihren Titel bei den nationalen Meisterschaften verteidigte.

## Sportliche Erfolge
| Jahr | Veranstaltung                  | Platz | Disziplin   | Spielpartner         |
| ---- | ------------------------------ | ----- | ----------- | -------------------- |
| 2014 | Schwedische Meisterschaft 2014 | 3.    | Damendoppel | Klara Johansson      |
| 2014 | Schwedische Meisterschaft 2014 | 3.    | Dameneinzel |                      |
| 2015 | Schwedische Meisterschaft 2015 | 1.    | Damendoppel | Moa Sjöö             |
| 2015 | Schwedische Meisterschaft 2015 | 3.    | Mixed       | Sebastian Gransbo    |
| 2016 | Schwedische Meisterschaft 2016 | 1.    | Damendoppel | Emma Wengberg        |
| 2017 | Schwedische Meisterschaft 2017 | 3.    | Damendoppel | Emma Wengberg        |
| 2017 | Schwedische Meisterschaft 2017 | 3.    | Mixed       | Richard Eidestedt    |
| 2018 | Schwedische Meisterschaft 2018 | 3.    | Damendoppel | Anastasia Hirschfeld |
| 2018 | Schwedische Meisterschaft 2018 | 1.    | Mixed       | Richard Eidestedt    |
| 2019 | Schwedische Meisterschaft 2019 | 2.    | Damendoppel | Ashwathi Pillai      |
| 2019 | Schwedische Meisterschaft 2019 | 3.    | Mixed       | Hermansah            |
| 2021 | Schwedische Meisterschaft 2021 | 1.    | Damendoppel | Johanna Magnusson    |
| 2022 | Schwedische Meisterschaft 2022 | 1.    | Damendoppel | Johanna Magnusson    |

| Jahr | Veranstaltung                | Platz | Disziplin   | Spielpartner         |
| ---- | ---------------------------- | ----- | ----------- | -------------------- |
| 2015 | Polish International 2015    | 1.    | Damendoppel | Emma Wengberg        |
| 2015 | Finnish International 2015   | 1.    | Damendoppel | Emma Wengberg        |
| 2017 | Swedish Masters 2017         | 1.    | Damendoppel | Emma Wengberg        |
| 2018 | Kharkiv International 2018   | 1.    | Damendoppel | Amanda Högström      |
| 2019 | Portugal International 2019  | 1.    | Damendoppel | Julie Finne-Ipsen    |
| 2021 | Dutch Open 2021              | 1.    | Damendoppel | Johanna Magnusson    |
| 2022 | Swedish Open 2022            | 2.    | Damendoppel | Johanna Magnusson    |
| 2022 | Norwegian International 2022 | 2.    | Damendoppel | Jessica Silvennoinen |